# Sankt Anna am Aigen
Sankt Anna am Aigen osztrák mezőváros Stájerország Délkelet-stájerországi járásában. 2017 januárjában 2357 lakosa volt. 

## Elhelyezkedése

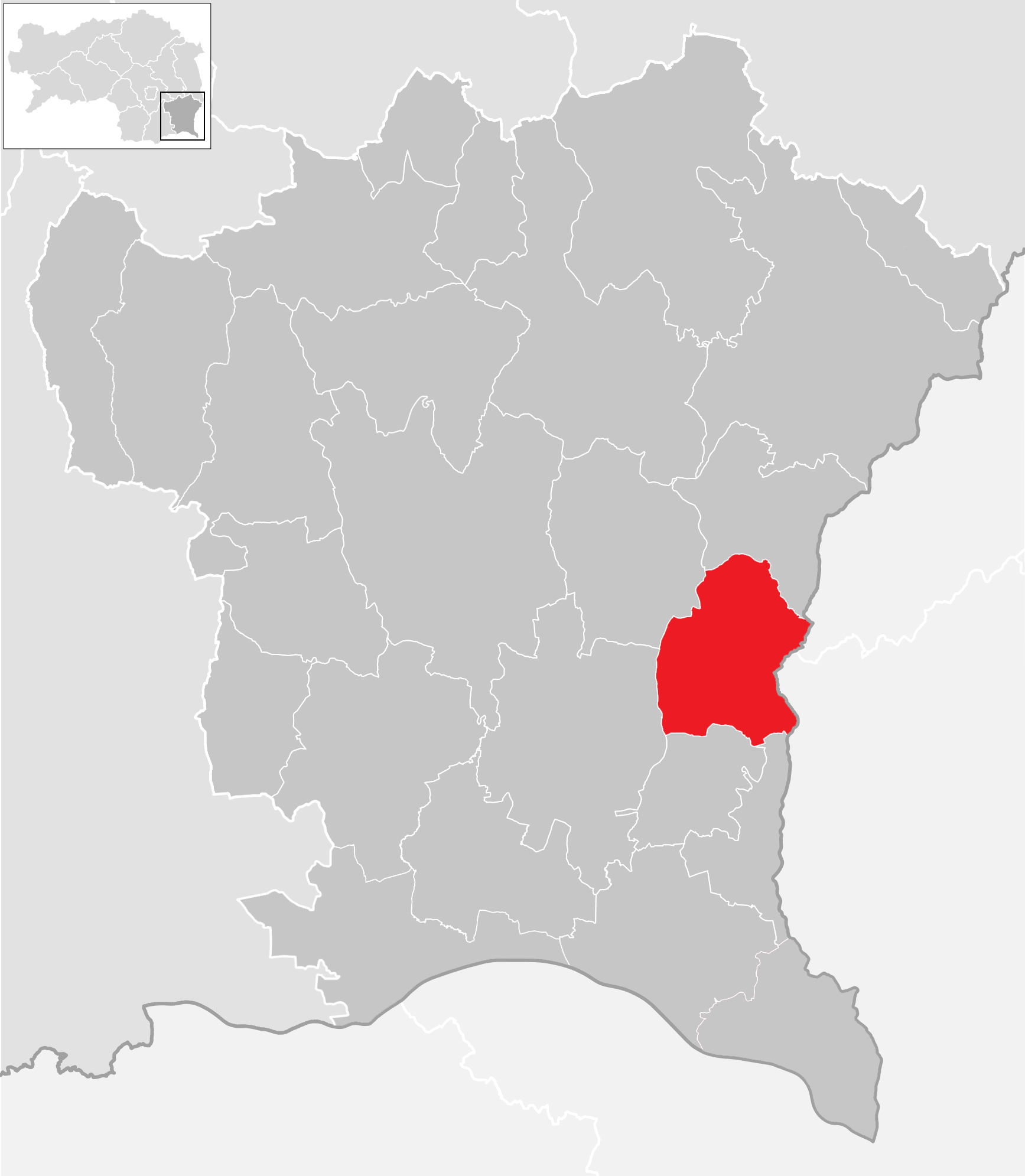
Sankt Anna am Aigen a Délkelet-stájerországi járásban

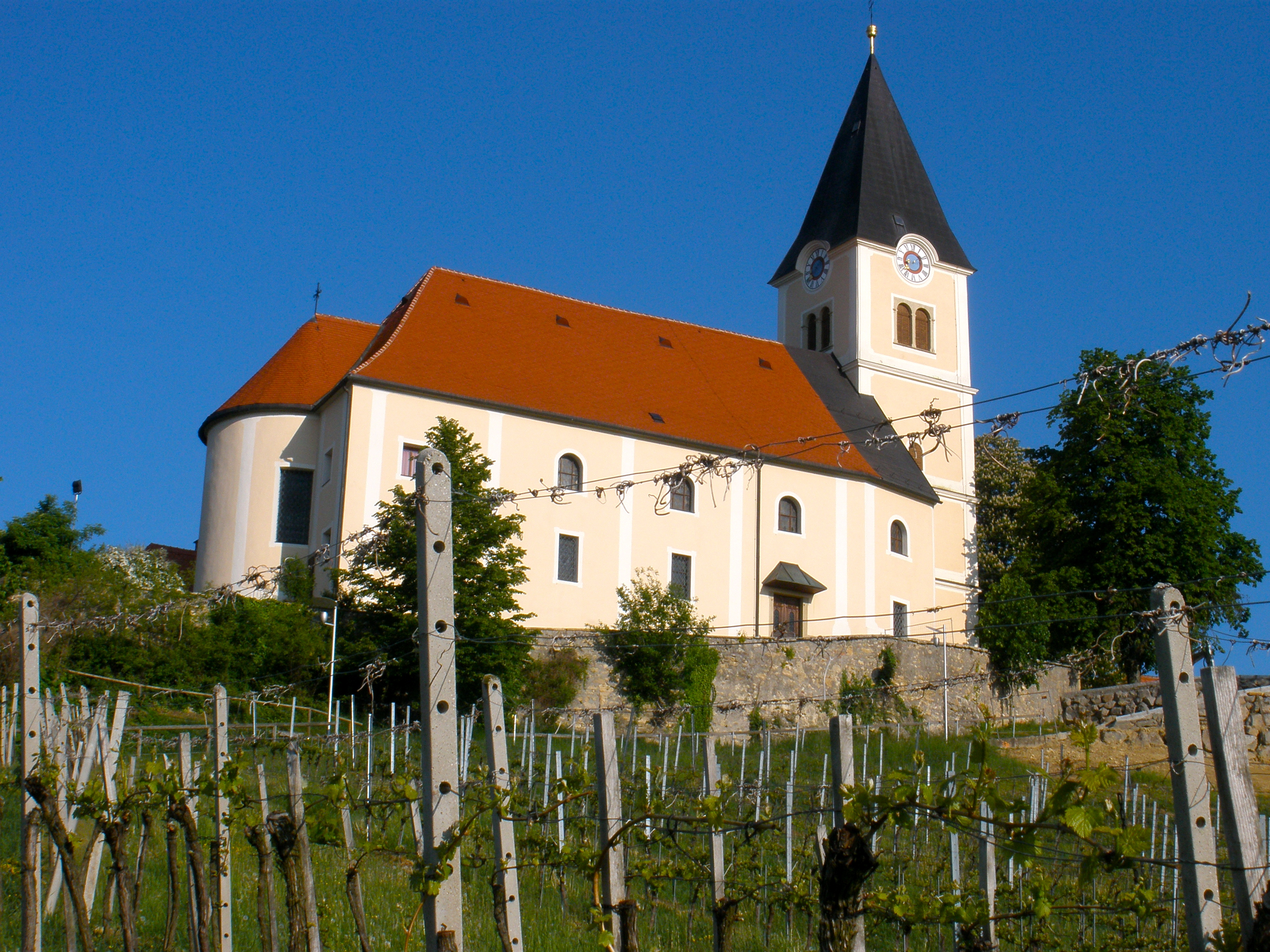
A Szt. Anna-templom

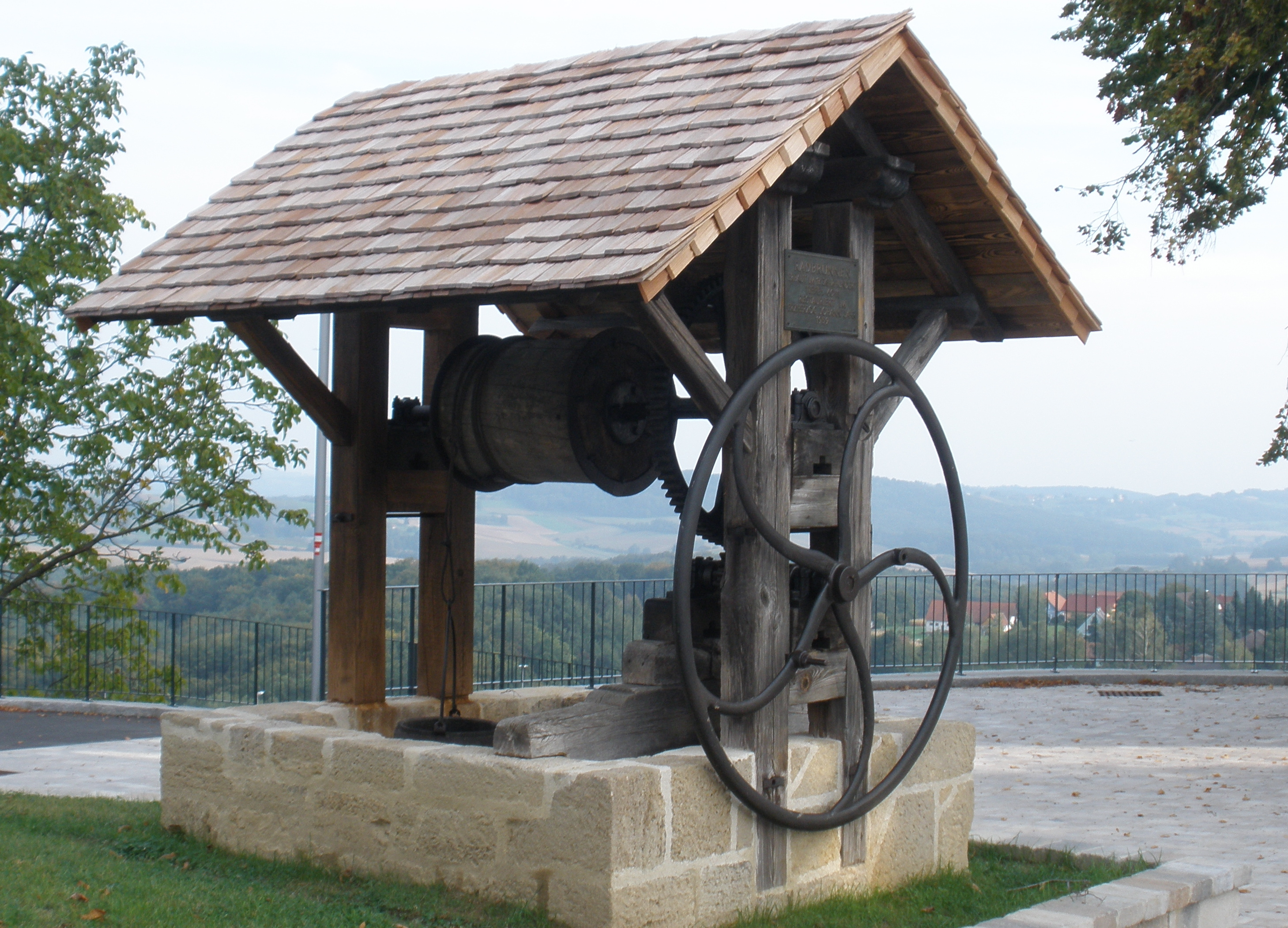
A műemlék kút

Sankt Anna am Aigen a Kelet-Stájerország régióban, a Kelet-stájer dombságon fekszik, kb. 70 km-re délkeletre Graztól, a szlovén határ mellett. Legmagasabb pontja a 609 méteres Hochstraden. Folyóvizei a Pleschbach, Limbach (Lendva), Granitzbach, Fruttner Bach. Az önkormányzat 10 települést egyesít (Sichauf kivételével valamennyi a saját katasztrális községében): Aigen (397 lakos), Frutten (226), Gießelsdorf (251), Hochstraden (140), Jamm (373), Klapping (106), Plesch (362), Risola (77), Sichauf (152), Waltra (276).
A környező önkormányzatok: délre Klöch és Tieschen, délnyugatra Straden, északnyugatra Bad Gleichenberg, északra Kapfenstein, északkeletre Vasdobra (Burgenland), keletre Szarvaslak (Szlovénia).

## Története
A Waltra nevű bazaltsziklafal tövében található omladékban kora rézkori (kb. 4500 éves), a Retz-Gajary kultúrához tartozó kis település nyomaira bukkantak, amely vagy egy beomlott barlangban foglalhatott helyet vagy ráomolhatott a sziklafal.  
Az önkormányzathoz tartozó falvak nagy részét már a 13. században említik a különböző oklevelek, de a központi település, Aigen helye egészen 400 évvel ezelőttig nagyjából lakatlan volt, csak szőlőművelés folyt a domboldalakon. Legrégebbi háza, az ún. Sixt-ház a 18. századból származik. A 17. századi és a 18. század eleji háborús időkben a törökök, majd a kurucok több alkalommal végigprédálták a térséget. 
A második világháború végén a front mintegy hat hétre megállt a térségben és súlyos károkat okozott a környék településeiben; Aigen azonban alig károsodott, bár a harcokban mintegy száz katona esett el. A mai önkormányzat falvai a két világháborúban összesen 248 katonát és 20 polgári személyt veszítettek.  
Sankt Anna am Aigen önkormányzata 1948-ban jött létre az addig önálló Aigen, Plesch, Risola és Klapping községek egyesítésével. 1952-ben mezővárosi rangra emelték és címert kapott. 1969-ben Waltra és Jamm falvakat csatolták hozzá, a 2015-ös stájerországi közigazgatási reform során pedig Frutten-Gießelsdorfot egyesítették a mezővárossal.

## Lakosság
A Sankt Anna am Aigen-i önkormányzat területén 2017 januárjában 2357 fő élt. A lakosságszám 1910 óta (akkor 3191 fő) többé-kevésbé folyamatosan csökken. 2015-ben a helybeliek 97,2%-a volt osztrák állampolgár; a külföldiek közül 1,3% a régi (2004 előtti), 1,4% az új EU-tagállamokból érkezett. 2001-ben a lakosok 97,9%-a római katolikusnak, 0,8% evangélikusnak, 0,8% pedig felekezet nélkülinek vallotta magát. Ugyanekkor 2 magyar élt Sankt Annában. 

## Látnivalók

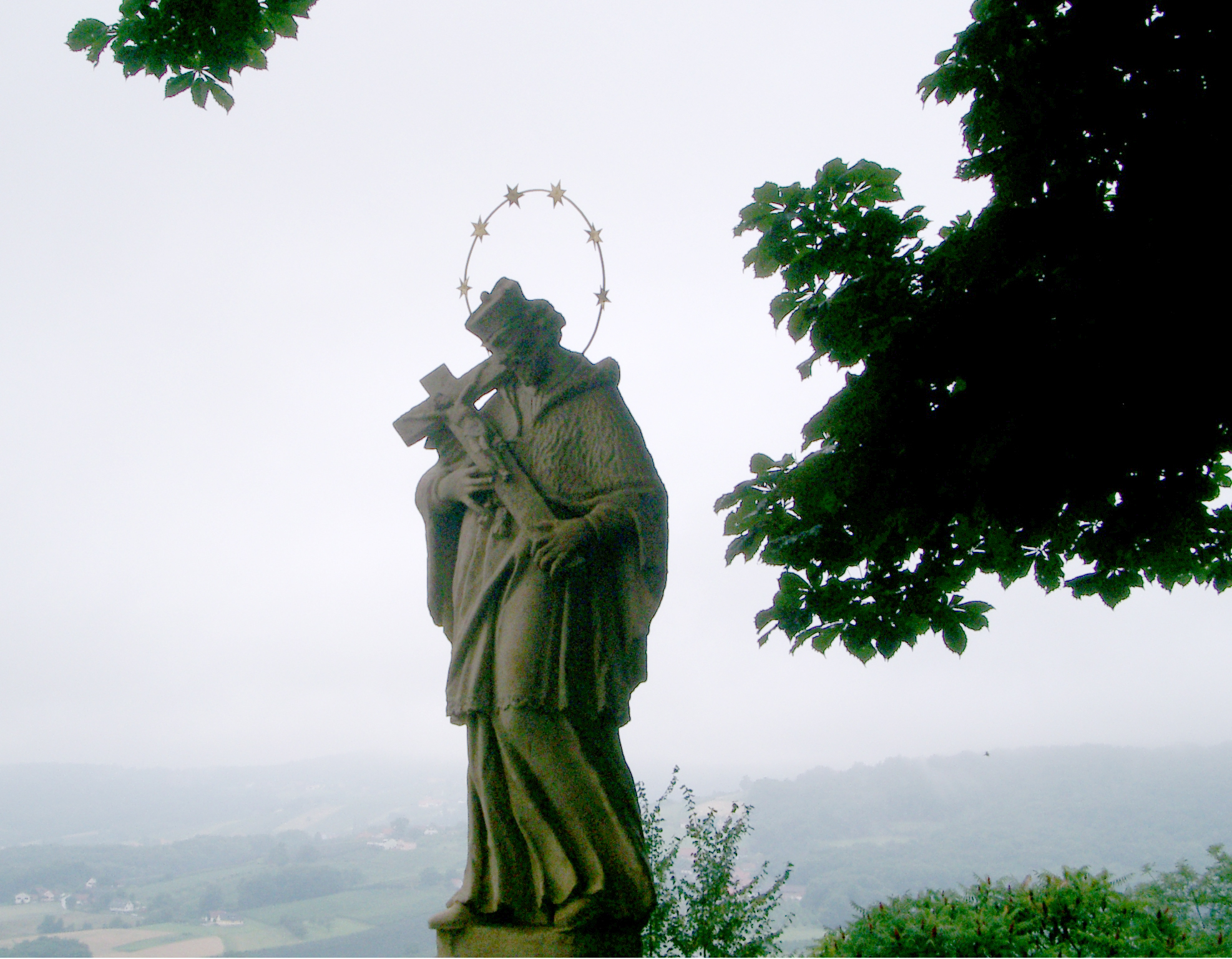
Nepomuki Szt. János szobra

- a Szt. Anna-plébániatemplom 1712-ben épült
- a frutteni Mária mennybemenetele-templom
- a Mária Terézia-kő vagy hármashatárkő eredetileg a Magyar Királyság és a Stájer Hercegség határát jelezte, az első világháború óta pedig Stájerország, Burgenland és Szlovénia határát.
- a 18. századi Nepomuki Szt. János-szobor
- a 17. századi, 60 m mély, műemléki védettségű kerekes kút
- Sankt Anna területén három ásványvízforrás is található. Egyiküknek, a Brodelsulznak igen nagy a szén-dioxid tartalma. 1904-ben egy csendőrtiszt a vízbe esett óráját keresve az oxigénhiánytól elájult és megfulladt.

## Híres Sankt Anna-iak
- Andreas Franz Frühwirth (1845–1933) bíboros
- Franz Lackner (1956-) salzburgi érsek

## Fordítás
- Ez a szócikk részben vagy egészben  a   Sankt Anna am Aigen című német Wikipédia-szócikk ezen változatának fordításán alapul.  Az eredeti cikk szerkesztőit annak laptörténete sorolja fel. Ez a jelzés csupán a megfogalmazás eredetét és a szerzői jogokat jelzi, nem szolgál a cikkben szereplő információk forrásmegjelöléseként.